# Pericrocotus
Minivet  és un gènere d'ocells de la família dels campefàgids (Campephagidae ).

## Taxonomia
Segons la Classificació del Congrés Ornitològic Internacional (versió 2.6, 2010) aquest gènere està format per 15 espècies:
- Pericrocotus erythropygius - minivet ventreblanc.
- Pericrocotus albifrons - minivet de Myanmar.
- Pericrocotus igneus - minivet ardent.
- Pericrocotus cinnamomeus - minivet menut.
- Pericrocotus solaris - minivet mandarí.
- Pericrocotus miniatus - minivet de la Sonda.
- Pericrocotus brevirostris - minivet beccurt.
- Pericrocotus lansbergei - minivet de l'illa de Flores.
- Pericrocotus ethologus - minivet cuallarg.
- Pericrocotus flammeus - minivet flamíger.
- Pericrocotus speciosus - minivet escarlata.
- Pericrocotus divaricatus - minivet cendrós.
- Pericrocotus tegimae - minivet de les Ryukyu.
- Pericrocotus cantonensis - minivet de Swinhoe.
- Pericrocotus roseus - minivet rosat.